# Epatite
L'epatite (dal greco ἧπαρ, ἥπατος: "fegato") è l'infiammazione del fegato, può essere dovuta a cause diverse: virus, farmaci, alcool ecc., e porta ad un malfunzionamento del fegato stesso con effetti vari sull'organismo.

## Tipologia
Le epatiti possono essere:
- Epatite necrosis (necrosi della lamina limitante).
- Infiltrati linfocitari lobulari e epatite necrosis.
- Necrosi confluenti.
- Rigenerazione epatocitaria.
- Croniche con possibilità di evoluzione in cirrosi epatica.

Accanto a questi aspetti preponderanti, nelle epatiti acute, si possono ritrovare epatociti in apoptosi, detti "Corpi di Councilman". Possono presentarsi anche ittero, inappetenza, vomito, febbre, diarrea, rash cutanei, artralgie.

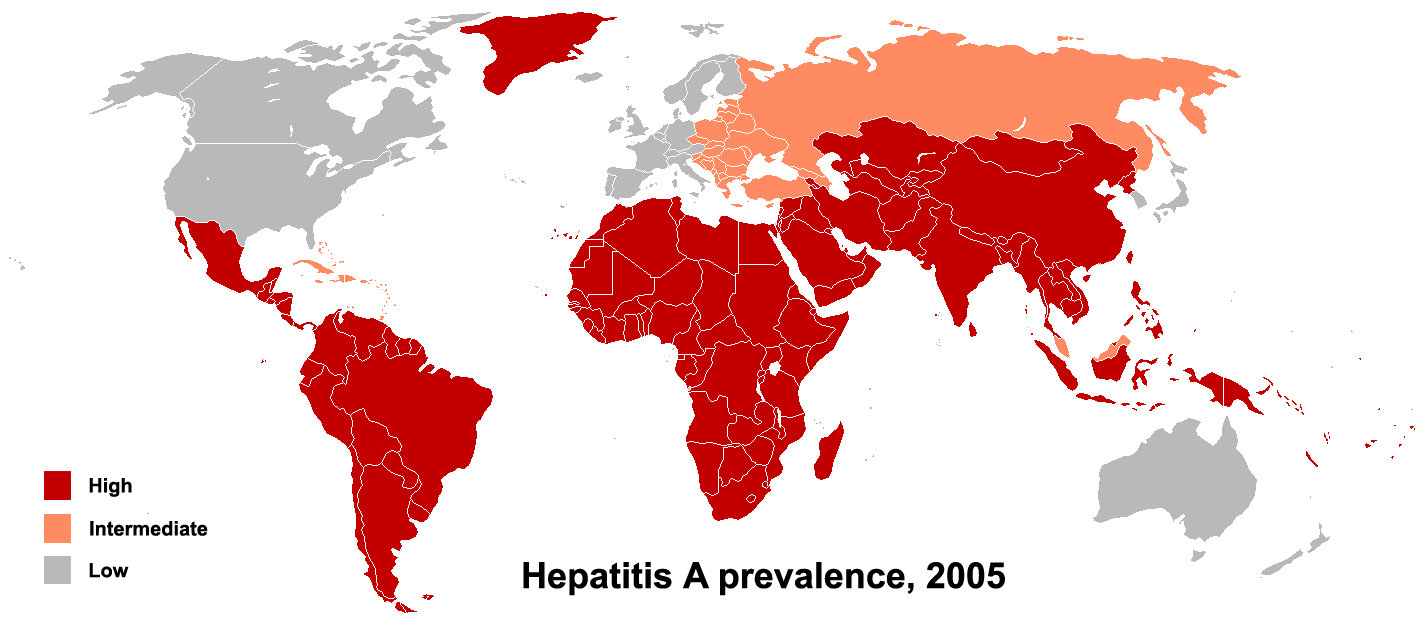
Distribuzione dell'Epatite A

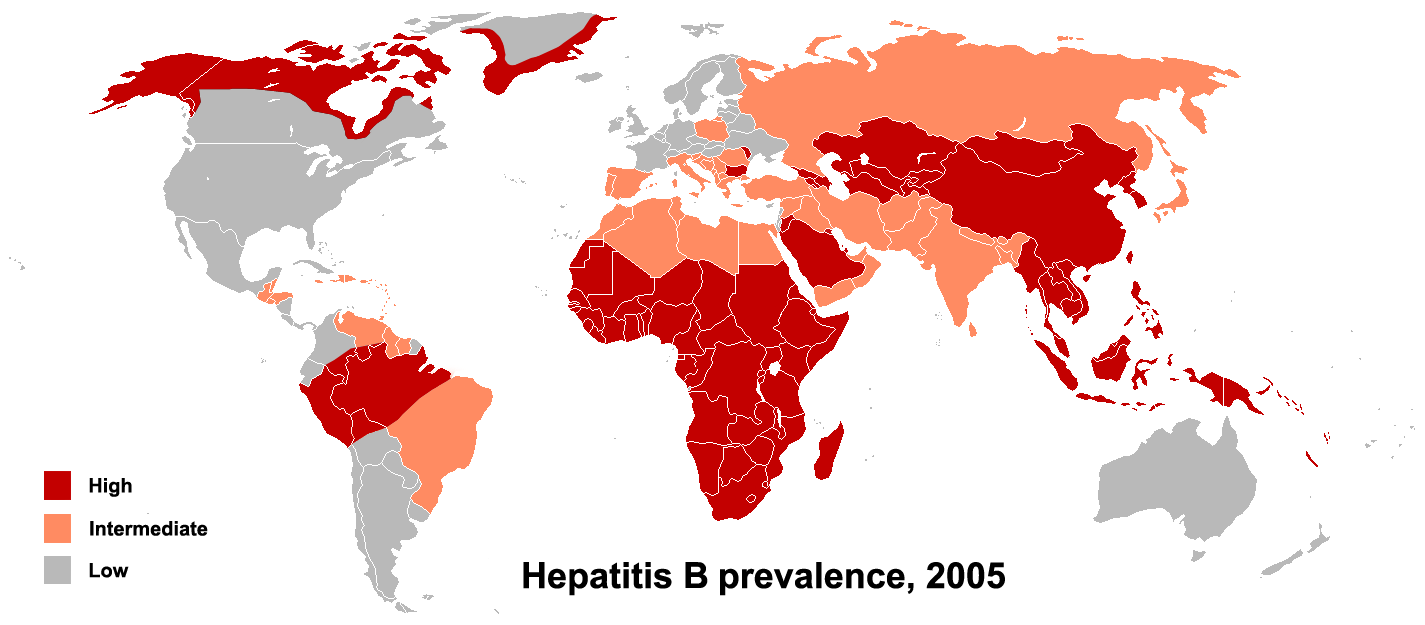
Distribuzione dell'Epatite B

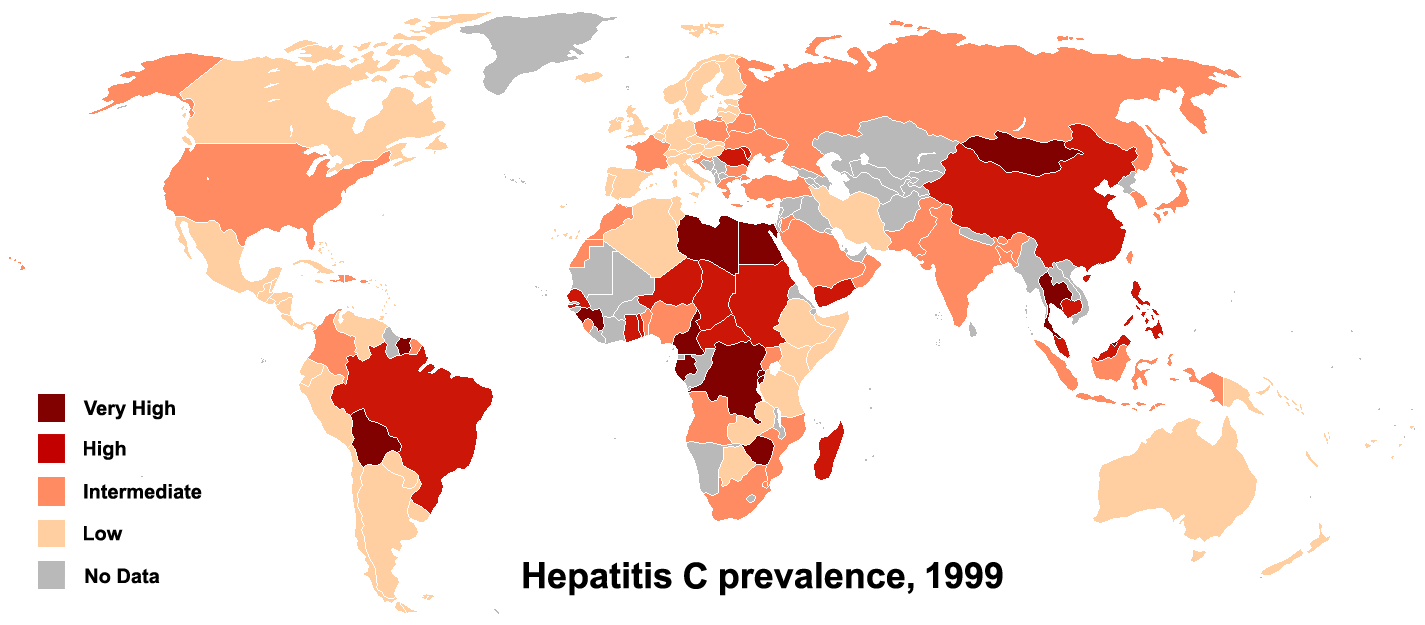
Distribuzione dell'Epatite C

## Epatiti virali
Molti virus possono modificare la morfologia del fegato nel contesto di infezioni che possono diventare anche di carattere sistemico. Tuttavia solo una minoranza di virus è epatotropa, cioè capace di portare come manifestazione clinica principale l'epatite. Alcuni (HAV e HEV) sono virus a trasmissione prevalentemente enterale, non cronicizzano; altri (HBV, HCV e HDV) sono virus a trasmissione prevalentemente parenterale e possono persistere nel tempo e quindi dare infezione e malattia di carattere cronico.